# Votli cekini ali Popotovanje od očeta in nazaj
Votli cekini ali popotovanje od očeta in nazaj je drama Žarka Petana. Napisana je bila leta 1983.

## Osebe
- Branko
- Oče
- Mama
- Janja
- Partizan, Možakar, dva Organa, Sekretar, profesor Renk, Učenci, Učenke, Mirko, Teta Mica

## Zgodba
1. slika: Oče in Mama v kleti pričakata osvoboditev in se lotita odkopavanja cekinov, ki sta jih bila tam skrila. Pri tem se Oče z bridkostjo spominja, kako so mu ljotićevci pobrali cekine, ki jih je šel prodajat v Trst.
2. slika: Oče in Mama spet zakopavata zaklad, tokrat pred boljševiki. Oče daje duška svojemu razočaranju: za svojo tovarno je moral najprej plačati vojni dobiček, nato pa so mu jo brez odškodnine nacionalizirali. Obenem ga skrbi sin, ki je politično tako zagnan, da bi cekine kar odnesel na komite. Branko, ki je bil prisluškoval, ju preplaši z mnenjem, da so njuni cekini že tako oguljeni, da so brez vrednosti. Oče sklene, da cekine nemudoma odkopljeta in dasta v oceno menjalcu.
3. slika: Oče od prekupčevalca kupi nekaj cekinov, z Mamo jih ljubeče ogledujeta, Branko pa pridiga o lastnini-tatvini in skuša starša prevzgojiti. Oče pripravi gips, da bi cekine zazidal, ko pridrejo Organi naredit preiskavo; kupčija je bila past. Oče zažene kepo s cekini na dvorišče, Organi razmečejo vse stanovanje, a zastonj. Končno Oče le pove, kje so cekini, in odroma s preiskovalci v zapor.
4. slika: Sekretar mladinske organizacije prepriča Branka, da v šoli javno nastopi zoper "fašiste". Izključijo dva dijaka in profesorja Renka, a Branka se polastijo dvomi; izstopi iz mladinske organizacije in gre iskat profesorja, da se mu opraviči.
5. slika: Sekretar se maščuje, javno izključi Branka s šolskega plesa, češ da je plesal kapitalistični ples. Branka vržejo iz dvorane, z njim odide tudi Janja in ga povabi k sebi; ljubita se, oba prvič, in vse drugo je pozabljeno.
6. slika: Oče in Mama se ponovno poročata - ločila sta se, misleč, da bosta tako lažje ohranila premoženje. Med slovesnostjo postane Mami slabo in praznično razpoloženje prekrije slutnja smrti.
7. slika: Mamo so operirali zaradi raka, vrnila se je iz bolnišnice, a je zelo slaba. Oče previdno nagovarja Branka, naj skuša izvedeti od Mama, kam je skrila svoje cekine. Branko odkloni, tega ne more storiti. Oče obupuje: cekine je bil skrival pred vsemi režimi in oblastmi, zdaj pa bodo šli po gobe ... kdor nič nima, je nesrečen, kdor pa kaj ima, je nesrečen še bolj! Vtem Mama pokliče iz spalnice. Ko se Oče vrne, je hudo otožen ... tako izgubljen in nemočen, da se Branki silno približa. Ostala sta sama, le oče in sin. Brankovo potovanje k očetu je končano: odrasel je.